# Порядок наследования румынского престола

Герб Румынского королевства в 1922—1947 годах

Порядок наследования престола в Румынском королевстве, упраздненном в 1947 году, регламентировался монархическими конституциями 1923 и 1884 годов. Закон о Румынском королевском доме, принятый в соответствии с Конституцией Румынии 1866 года, которая подтверждали интронизацию принца Карла из династии Гогенцоллерн-Зигмаринген. Согласно Конституции Румынии от 1923 года, порядок наследования румынского королевского трона определялся Салическим законом. Согласно ему, престол должен наследоваться по праву первородства только мужскими потомками короля Кароля I, а в случае их отсутствия, братьями последнего из княжеской династии Гогенцоллерн-Зигмаринген. Женщины и их потомки из династии Гогенцоллерн-Зигмаринген были исключены из порядка наследования. Последним монархом Румынии был король Михай I (1921—2017), правивший в 1927—1930 и 1940—1947 годах. 30 декабря 1947 года Михай был вынужден отречься от престола и уехать в эмиграцию, в Швейцарию.

## Текущая ситуация

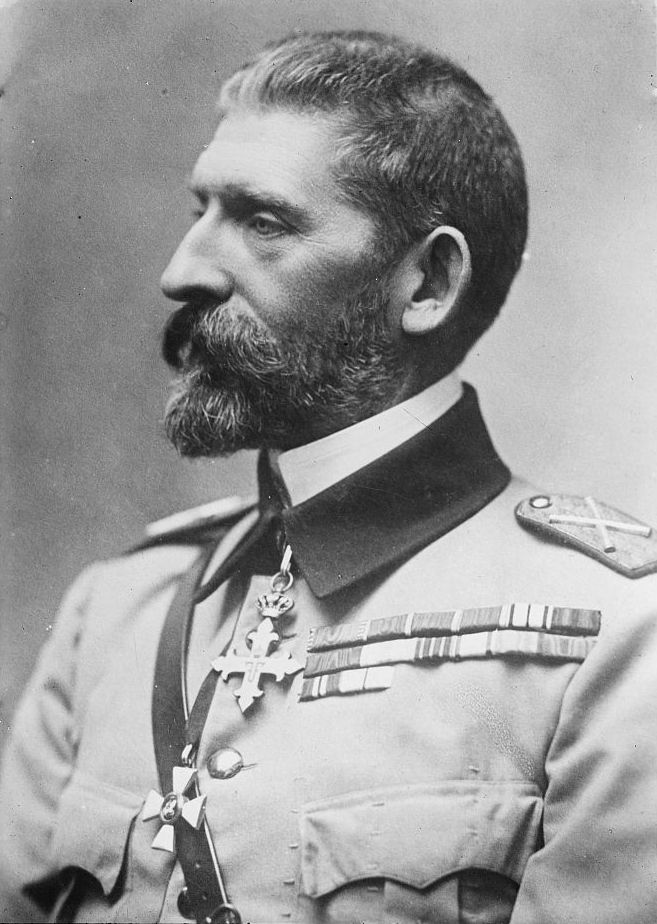
Фердинанд I

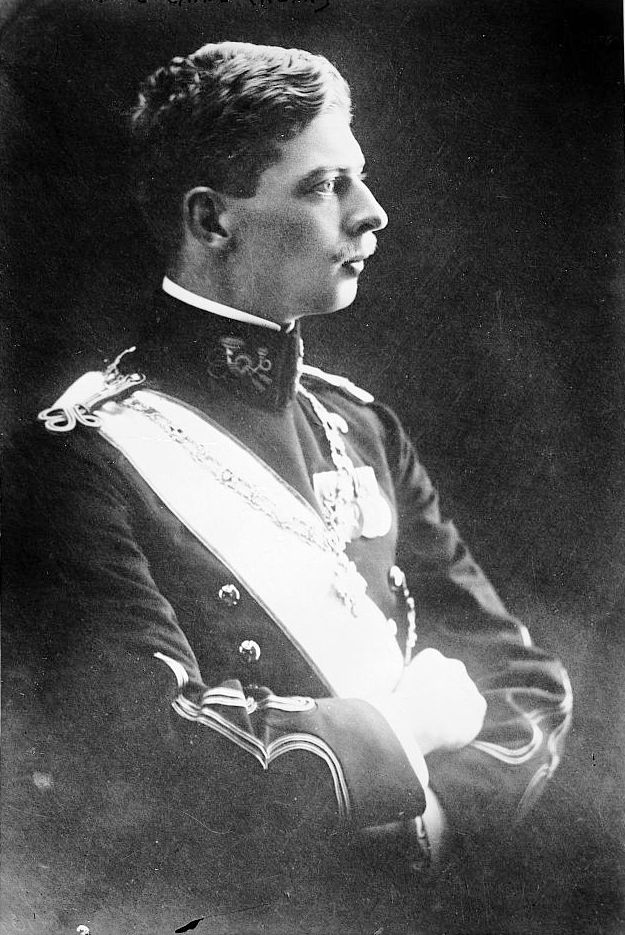
Кароль II

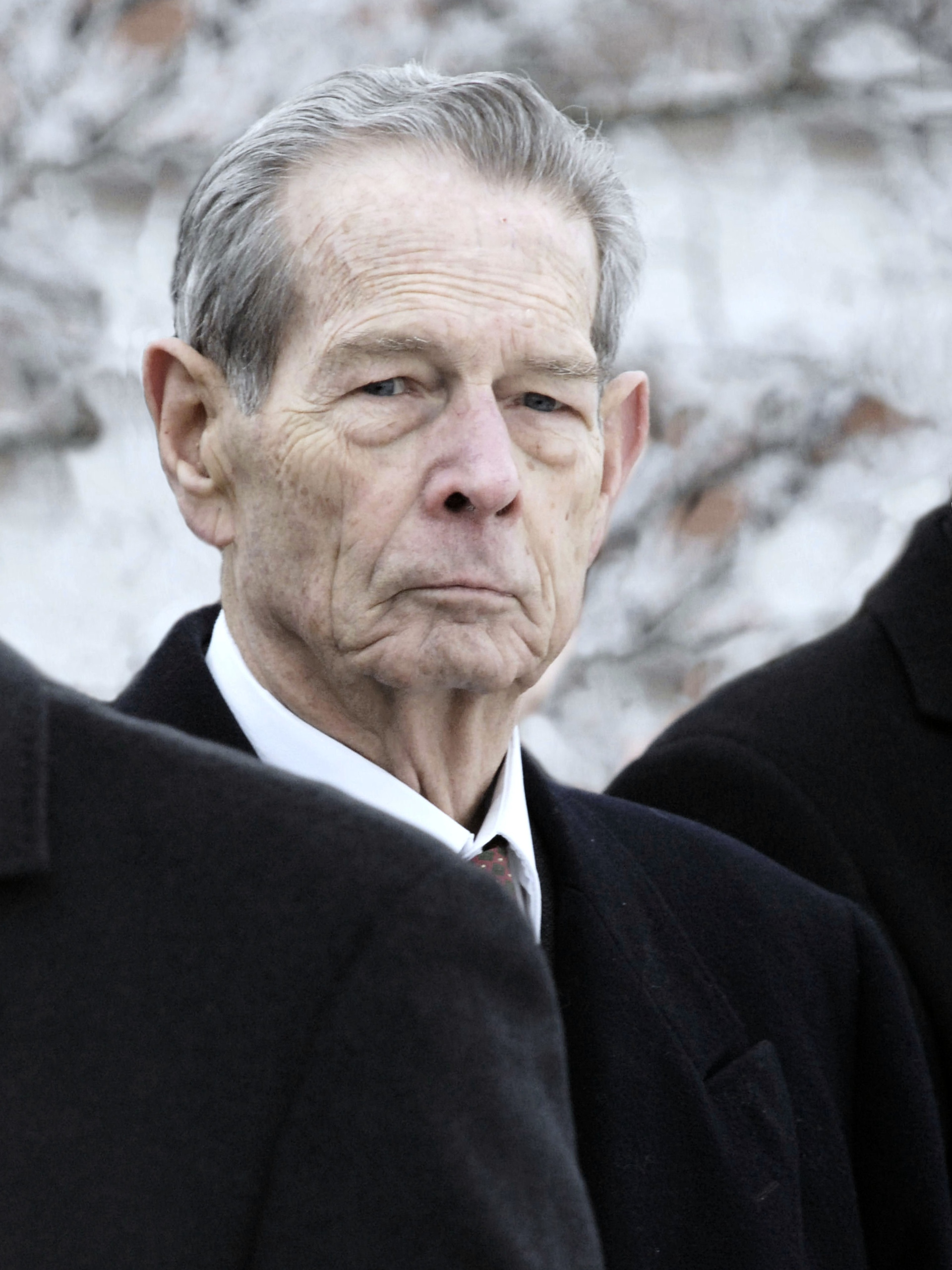
Последний король Румынии Михай I

Король Михай I не имел сыновей, у него только пять дочерей (принцессы Маргарита, Елена, Ирина, София и Мария). Но существуют мужские потомки румынского короля Кароля II: Павел Румынский (род. 1948), его сын Кароль-Фердинанд (род. 2010) и его младший брат, Александр Гогенцоллерн (род. 1961). Павел и Александр были сыновьями Кароля Мирчи Ламбрини-Гогенцоллерна, также известного как Кароль Мирча Григор Румынский. Кароль Мирча (8 января 1920 — 27 января 2006) был единственным сыном короля Кароля II от первого брака с румынкой Джоанной Зизи Ламбрино. 18 января 1919 года румынский суд признал этот брак недействительным. Однако в 1955 году португальский суд признал Кароля Мирчу в качестве законного сына бывшего короля Кароля II, впоследствии этот решение подтвердил парижский суд. Судебные постановления позволили ему носить фамилию Гогенцоллерн и наследовать часть имущества своего отца, но не предоставили ему никаких династических прав на несуществующий румынский трон или прав на ношение княжеского титула и стиля, несмотря на самовольное использование их им самим. В октябре 1995 года румынский суд также признал Кароля Мирчу в качестве законного сына Кароля II и разрешил ему использовать титул «принц Румынии» . Сам же Кароль Мирча никогда не претендовал на румынский престол, в отличие от своего старшего сына Павла.
После отречения от престола Михая I порядок наследования обсуждался на встрече Михая, его дяди принца Николая Румынского (младшего брата короля Кароля II) и Фредерика, принца Гогенцоллерна (1891—1965). После этой встречи пресс-секретарь бывшего румынского короля Кароля II, отца Михая, выразил решительную поддержку принцу Фридриху Гогенцоллерн-Зигмаринген и утверждал, что Михай никогда не вернёт себе трон.
В соответствии с положениями о правопреемстве в Конституции королевства от 1923 года, королевский престол, согласно Салическому закону, должен был переходить по мужской линии по праву первородства. Закон конституции 1884 года о правящем румынском королевском доме также также не был отменён. Немецкие князья из династии Гогенцоллерн-Зигмаринген происходят от ранее упомянутого принца Фридриха, старшего сына Вильгельма, принца Гогенцоллерна, который вместе со своим отцом, принцем Леопольдом, отказался от своих прав на румынский престол в пользу своего младшего брата, будущего короля Фердинанда.

## Изменения в законе о порядке наследования от 2007 года
30 декабря 2007 года бывший румынский король Михай I в присутствии ведущих юристов подписал исторический документ «Фундаментальные нормы королевского дома Румынии» , в котором назначил преемницей свою старшую дочь, принцессу Маргариту Румынскую (род. 1949). Этот документ содержит не только главные аспекты функционирования и деятельности института румынской монархии, но и провозгласил автономность королевской семьи Румынии от немецкой династии Гогенцоллернов-Зигмарингенов. Михай обратился к парламенту Румынии с просьбой об отмене о праве наследования по Салическому закону и призвал народ и парламент Румынии рассмотреть вопрос о восстановлении монархии в стране в будущем. Принцесса Маргарита получила титулы «Коронной принцессы Румынии» и «Хранителя румынской короны». Еще в 1997 году бывший король Михай уже назначил свою старшую дочь Маргариту в своей преемницы и наследницы королевских «прерогатив и прав». Однако только румынский парламент может изменить правила престолонаследия вместе с конституцией, в которой они были включены.
Порядок наследования румынского престола был опубликован в Первом приложении статута 2007 года. В 2014 году Михай изменил порядок, исключив из списка наследования свою дочь Ирину и её детей. В 2015 году порядок наследования был вновь модифицирован, из него был исключен Николай Мердфорт-Миллс, внук Михая. В 2020 году Маргарита отменила решение отца и вернула титулы принцессе Ирине.
- Король Кароль II (1893—1953)
  -  Король Михай I (1921—2017)
    - Принцесса Маргарита (род. 1949)
    - (1) Принцесса Елена (род. 1950)
      - Николас Медфорт-Миллс (род. 1985)
        - Мария Александра Медфорт-Миллс (род. 2020)
        - Михай Медфорт-Миллс (род. 2022)

      - (2) Елизавета Карина Медфорт-Миллс (род. 1989)

    - (3) Принцесса Ирина (род. 1953)
      - (4) Майкл Крюгер (род. 1985)
        - (5) Коэн Крюгер (род. 2012)

      - (6) Анжелика Крюгер (род. 1986)
        - (7) Кортни Бьянка Найт (род. 2007)
        - (8) Диана Найт (род. 2011)

    - (9) Принцесса София (род. 1957)
      - (10) Елизавета Мария Биарнейкс (род. 1999)

    - (11) Принцесса Мария (род. 1964)

## Порядок наследования по Салическому закону
- Леопольд Гогенцоллерн-Зигмаринген (1835—1905)
  - Вильгельм Гогенцоллерн (1864—1927)
    - Фридрих Гогенцоллерн-Зигмаринген (1891—1965)
      - Фридрих Вильгельм Гогенцоллерн (1924—2010)
        - Карл Фридрих Гогенцоллерн (род. 1952)
          - (1) Александр Гогенцоллерн (род. 1987)

        - (2) Альбрехт Гогенцоллерн (род. 1954)
        - (3) Фердинанд Гогенцоллерн (род. 1960)
          - (4) Алоис Гогенцоллерн (род. 1999)
          - (5) Фиделис Гогенцоллерн (род. 2001)

      - Иоганн Георг Гогенцоллерн (1932—2016)
        - (6) Карл Кристиан Гогенцоллерн (род. 1962)
          - (7) Николас Гогенцоллерн (род. 1999)

        - (8) Хубертус Гогенцоллерн (род. 1966)

      -  Ферфрид Гогенцоллерн (1943—2022)
        - (9) Мориц Гогенцоллерн (род. 1980)

    -  Франц Йозеф Гогенцоллерн-Эмден (1891—1964)
      -  Мануэль Гогенцоллерн (1929—1999)
        - (10) Карл Александр Гогенцоллерн (род. 1970)

  -  Король Фердинанд I (1865—1927)
    -   Король Кароль II (1893—1953)
      - Кароль Ламбрино (1920—2006)
        - Павел-Филипп Гогенцоллерн (род. 1948)
          -  (1) Кароль Фердинанд (род. 2010)

        -  (2) Александр Гогенцоллерн (род. 1961)

В 1919 году по аннулирования первого брака короля Кароля II с Зизи Ламбрино Кароль Ламбрино и его потомки были исключены из порядка наследования по Салическому закону.
В случае угасания всех мужских представителей династии Гогенцоллерн-Зигмаринген, отсутствия у них мужского потомства или их отказа от румынского престола, в соответствии со статьёй Конституции Румынии 1923 года, королевский престол становился вакантным. В этой ситуации, согласно статье 78, последний правящий монарх имеет право назначить иностранного принца из правящей династии Западной Европы в качестве преемника, при условии одобрения парламентом в соответствии со статьей 79. Последнее слово за парламентом Румынии, который, в соответствии со статьей 79, имеет окончательную ответственность при избрании короля.
В 1997 году румынские лидеры монархистов попросили бывшего короля Михая назначить своим наследником представителя мужской ветви династии Гогенцоллерн, в соответствии с правилами последней румынской конституции 1923 года. Под влиянием своей жены Анны, бывший король отклонил эту просьбу и назначил наследницей в конце 1997 года свою старшую дочь, принцессу Маргариту.
В 2009 году в интервью Карл Фридрих (род. 1952), наследный принц Гогенцоллерн, заявил, что он не интересуется румынским троном.

## Порядок наследования в декабре 1947 года
- Леопольд Гогенцоллерн-Зигмаринген (1835—1905)
  - Вильгельм Гогенцоллерн (1864—1927)
    - (2) Фридрих Гогенцоллерн-Зигмаринген (род. 1891)
      - (3) Фридрих Вильгельм Гогенцоллерн (род. 1924)
      - (4) Иоганн Георг Гогенцоллерн (род. 1932)
      - (5) Ферфрид Гогенцоллерн (род. 1943)

    -  (6) Франц Йозеф Гогенцоллерн-Эмден (род. 1891)
      - (7) Карл Антон Гогенцоллерн (род. 1922)
      - (8) Мейнард Леопольд Гогенцоллерн (род. 1925)
      -  (9) Мануэль Гогенцоллерн (род. 1929)

  -  Фердинанд I (1865—1927)
    -  Кароль II (род. 1893)
      - Кароль Ламбрино (род. 1920)
      -  Михай I (род. 1921)

    - (1) Николай Румынский (род. 1903)

  -  Карл Антон Гогенцоллерн (1868—1919)
    -  (10) Альбрехт Гогенцоллерн (род. 1898)
      -  (11) Годехард Фридрих Гогенцоллерн (род. 1939)